# Rolleiflex

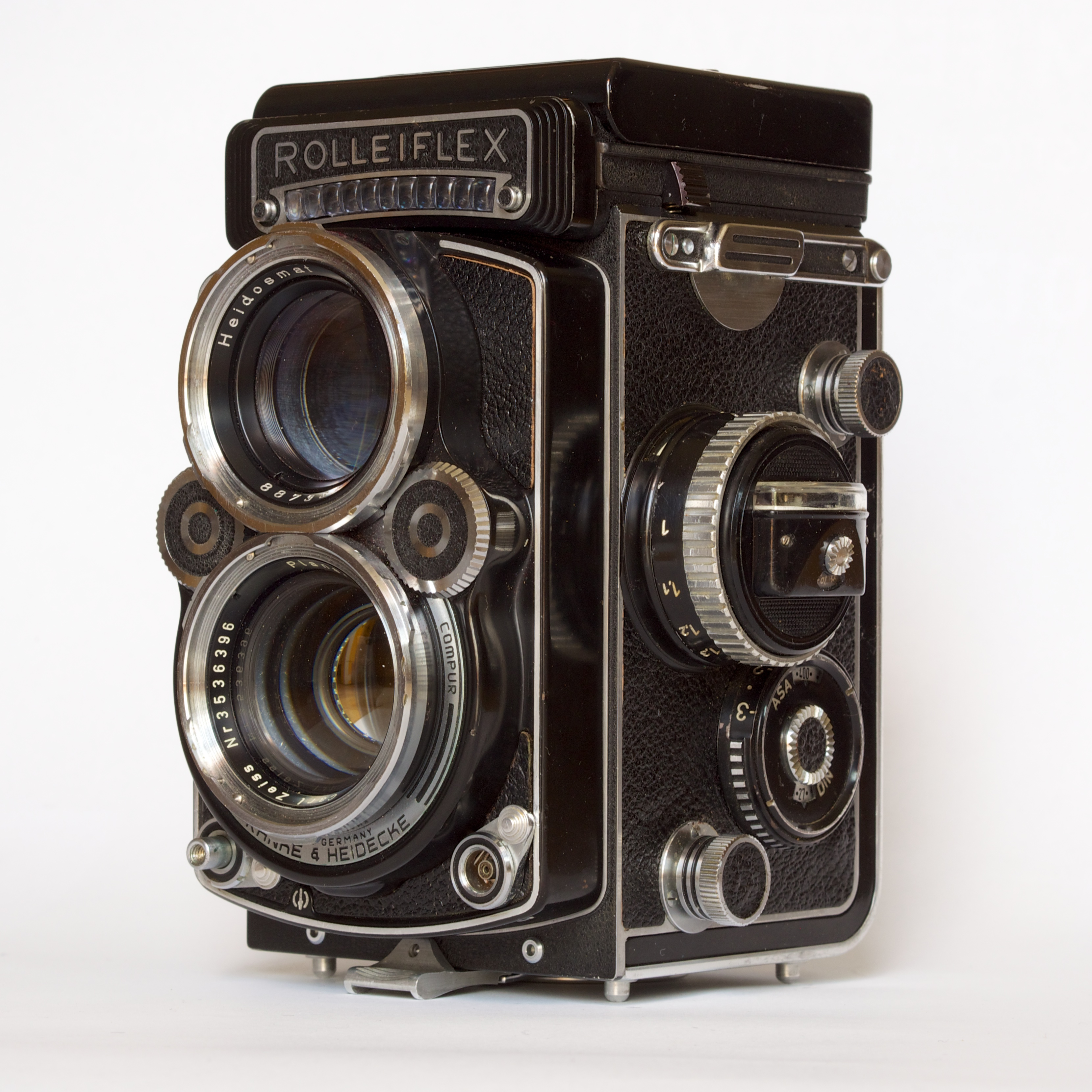
Uno dei più prestigiosi modelli della biottica Rolleiflex: la 2.8 F con obiettivo Zeiss Planar

Il nome Rolleiflex è comunemente usato per riferirsi alla linea di macchine fotografiche reflex biottiche tedesche distribuite a partire dal gennaio 1929 dalla ditta Franke & Heidecke, poi divenuta Rollei. Per alcuni decenni fu in commercio anche una linea destinata ai fotografi dilettanti, la Rolleicord. 
Sono stati prodotti con il marchio Rolleiflex anche una varietà di reflex biottica e mono-ottica in medio formato e messa a fuoco zonale, reflex da 35 mm, nonché apparecchi digitali.
La serie Rolleiflex con pellicola 120 fu progettata principalmente per fotografi professionisti. Nel corso della loro storia le fotocamere Rolleiflex hanno utilizzato formati di pellicola 117 (Rolleiflex Original), 120 (Standard, Automat, Letter Models, Rollei-Magic e T model), e 127 (Baby Rolleiflex).

## Impiego fotografico

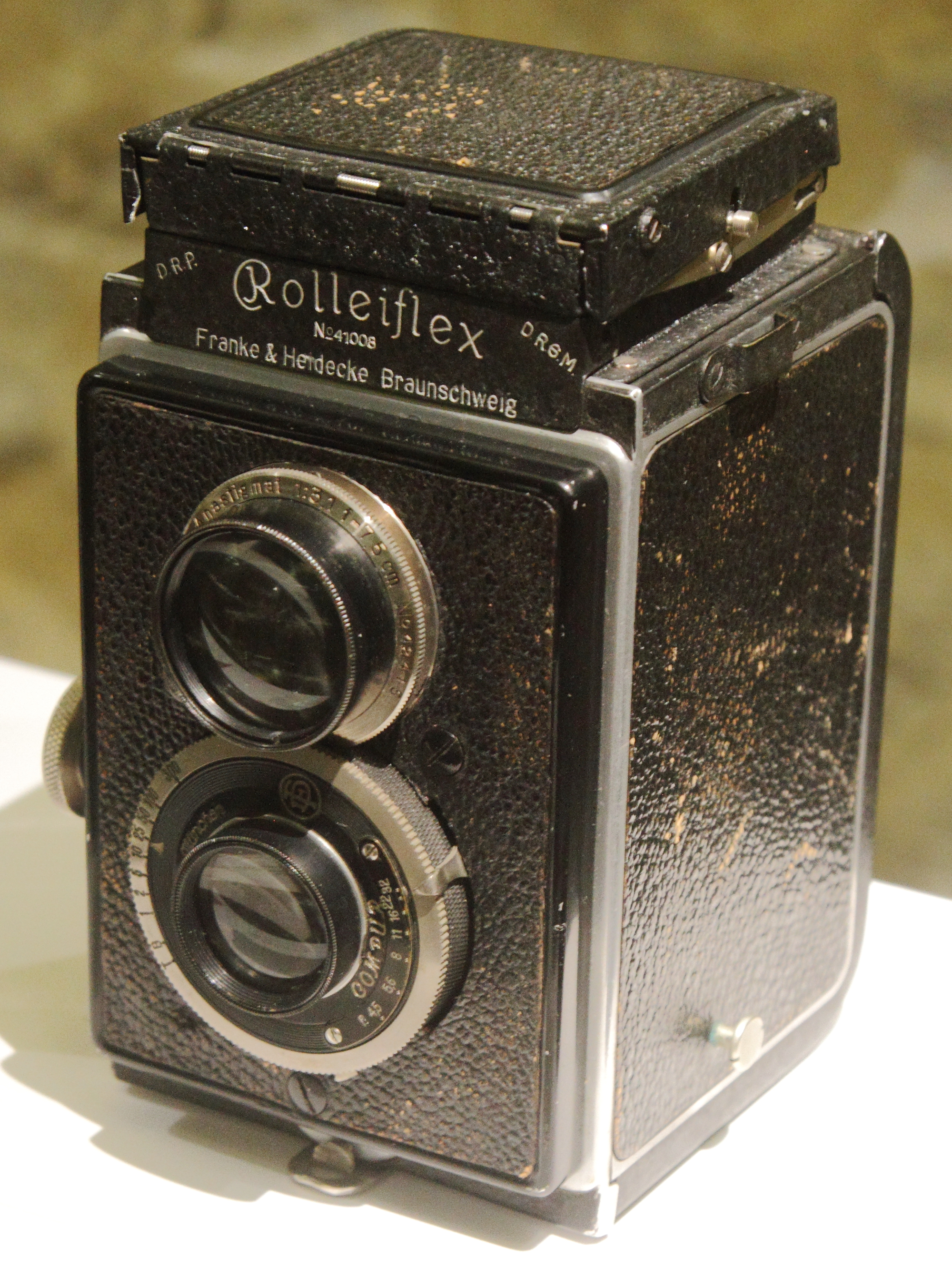
Una delle prime Rolleiflex, del 1928

Le biottiche Rolleiflex si distinguono per la loro eccezionale qualità costruttiva, le dimensioni compatte, il peso modesto (rispetto alle ingombranti macchine fotografiche dello stesso periodo), la qualità ottica superiore, la luminosità del mirino, la durata, la semplicità e la meccanica affidabile. 
Gli apprezzati obiettivi Zeiss Planar f2.8 e Schneider Xenotar, entrambi con lunghezza focale di 80 mm e luminosi confronto alla concorrenza, sono entrambi ottiche allo stato dell'arte. Il meccanismo meccanico della manovella di caricamento della pellicola, unico per le Rolleiflex Automat e le fotocamere modello Letter, era robusto e intelligente, rendendo semiautomatico e veloce il caricamento della pellicola: questo meccanismo avviava automaticamente il contatore delle esposizioni, auto-spaziava le 12 o (nelle successive fotocamere modello F) 24 esposizioni e caricava l'otturatore; il tutto con meno di un giro completo del rullo di avanzamento della pellicola. Questo rendeva le fotocamere modello Rolleiflex Automat/Letter molto ricercate per le riprese di azioni veloci, come la fotografia di strada.
Una vasta gamma di accessori ha trasformato questa fotocamera in un sistema fotografico completo: testa panoramica, paraluce, lenti per ripresa ravvicinata (close-up) con correzione di parallasse, filtri per la correzione del colore, il miglioramento del contrasto ed effetti speciali, montati sull'obiettivo con una baionetta a sgancio rapido, nonché un attacco del treppiede anch'esso a sgancio rapido.

## Modelli
Storicamente erano disponibili fotocamere con cinque lunghezze focali, che comprendevano la Rollei-Wide (grandangolare da 5,5 cm di lunghezza focale), la Baby Rollei da 6,0 cm, le Rolleiflex da 7,5 cm (f:3,5) e 8,0 cm (f:2,8) ed infine la Tele-Rolleiflex con un teleobiettivo da 13,5 cm (uno Zeiss Sonnar f:4). I modelli Wide e Tele sono particolarmente rari e costosi sul mercato dell'usato.
Sebbene tutte queste fotocamere possano essere tuttora ottimi apparecchi per un effettivo utilizzo da parte dei fotografi, per molti modelli Rolleiflex esiste anche un fiorente mercato come oggetti da collezione, e ciò fa salire (e di molto per alcuni modelli) il prezzo finale pagato, in particolare in Giappone. Ad esempio, i successivi modelli Letter F2.8 e F3.5 (con obiettivi Planar o Xenotar) sono molto richiesti nel mercato dell'usato ed hanno il prezzo più alto.

## Storia

### Premesse
L'idea della Rolleiflex nacque da Paul Franke e Reinhold Heidecke, ex dipendenti della Voigtländer. I due interpretarono la richiesta del mercato di avere una fotocamera dotata di due obiettivi, uno dedicato alla ripresa e l'altro alla composizione dell'inquadratura per evitare i continui scambi tra vetro smerigliato e portalastre.
Nell'Ottocento, tuttavia, le biottiche a lastra sensibile non ebbero molto successo a causa del loro ingombro, sebbene la pubblicità enfatizzasse la possibilità di controllare l'inquadratura anche a macchina carica e pronta allo scatto, facendo a meno del treppiedi. È evidente che Franke e Heidecke misero a frutto le esperienze maturate nell'industria fotografica più antica del mondo, e la loro prima macchina Heidoscop (1921) derivò dalla fotocamera stereoscopica (dotata quindi di due obiettivi affiancati) Stereflektoskop, prodotta dalla Voigtländer fin dal 1913.

### Nascita della Rolleiflex

Pagina pubblicitaria del 1939 per il decennale della Rolleiflex

Nel gennaio del 1929 venne presentata la prima Rolleiflex per pellicola sensibile in rullo, che ebbe subito un vasto successo sia amatoriale che professionale e che per oltre un trentennio fu strumento tipico dei fotografi da cerimonia. Grazie alla proverbiale robustezza, la grande silenziosità di scatto, la sincronizzazione flash su tutti i tempi di scatto e lenti dalla definizione incredibile, la sua fama crebbe rapidamente e fu oggetto di innumerevoli imitazioni da parte di altri costruttori fra i quali la giapponese Yashica. La macchina montava otturatori Compur e ottiche Zeiss o a scelta Schneider, il meglio che l'industria tedesca potesse offrire a quel tempo. La pellicola utilizzata dalla Rolleiflex era la medio formato 6x6 (12 fotogrammi quadrati di 56 mm di lato su rullo "120" oppure 24 su rullo "220", ma era possibile usare anche la pellicola 35mm grazie all'apposito adattatore "Rolleikin"), largamente preferita dai professionisti per la qualità e l'ottimo risultato nello sviluppo di ingrandimenti.

### Rolleiflex subacquea

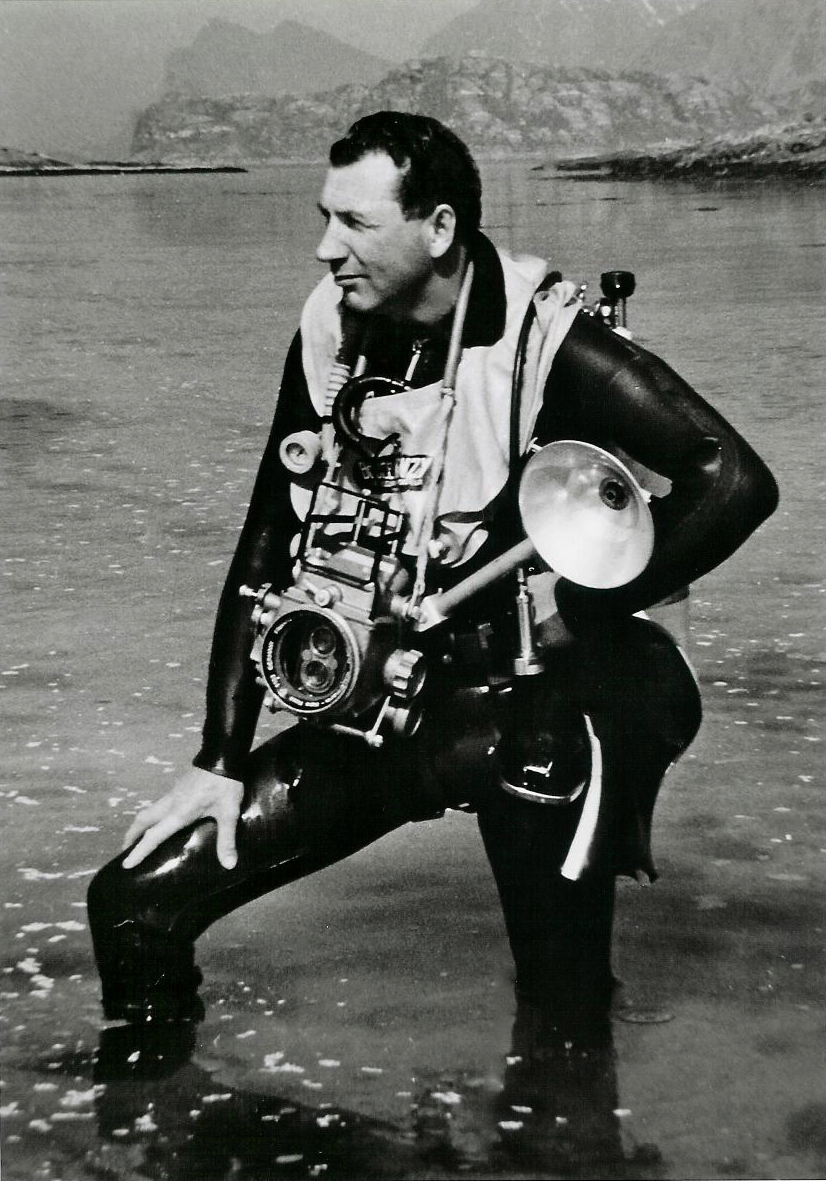
Odd Henrik Johnsen con la Rolleimarin

Hans Hass nel 1954 sviluppò una custodia subacquea la: Rolleimarin per le Rolleiflex, capace di soli 12 scatti. La custodia, in italiano chiamata cassetta subacquea, permetteva la visione del vetro smerigliato attraverso un cristallo e un prisma, montava un apposito lampeggiatore; essa completa di fotocamera pesava fuori dall'acqua 5,3 kg, poteva immergersi fino 100 m.

### Recenti sviluppi e crisi economica
Le fotocamere Rolleiflex di medio formato hanno continuato a essere prodotte fino al 2014 dalla DHW Fototechnik, società fondata da ex dipendenti della Franke & Heidecke. La DHW Fototechnik ha annunciato due nuove fotocamere Rolleiflex e un nuovo otturatore elettronico per la fiera di settore Photokina 2012. La società ha presentato istanza di insolvenza nel 2014 ed è stata sciolta nell'aprile 2015, ponendo fine a qualsiasi ulteriore produzione: l'attrezzatura per la produzione in fabbrica e le rimanenti scorte di parti sono state messe all'asta a fine aprile 2015.

### Fine produzione
Una piccola azienda è stata creata di nuovo con gli ex dipendenti di DHW Fototechnik nella stessa locazione, sotto il nome di DW Photo. DW Photo si concentra sulla produzione di reflex medio formato Rolleiflex Hy6 mod2 (digitali ed a pellicola) e l’assistenza per le fotocamere esistenti, compresa la fornitura di aggiornamenti firmware e hardware.

## La Rolleiflex nella cultura di massa
La Rolleiflex è una delle pochissime fotocamere citate in una canzone: nel 1958 la famosa Desafinado (“stonato” - uno dei più famosi brani di bossa nova brasiliana, di Antônio Carlos Jobim e Newton Mendonça e cantata da João Gilberto) la immortalò in questo verso:

## Galleria d'immagini

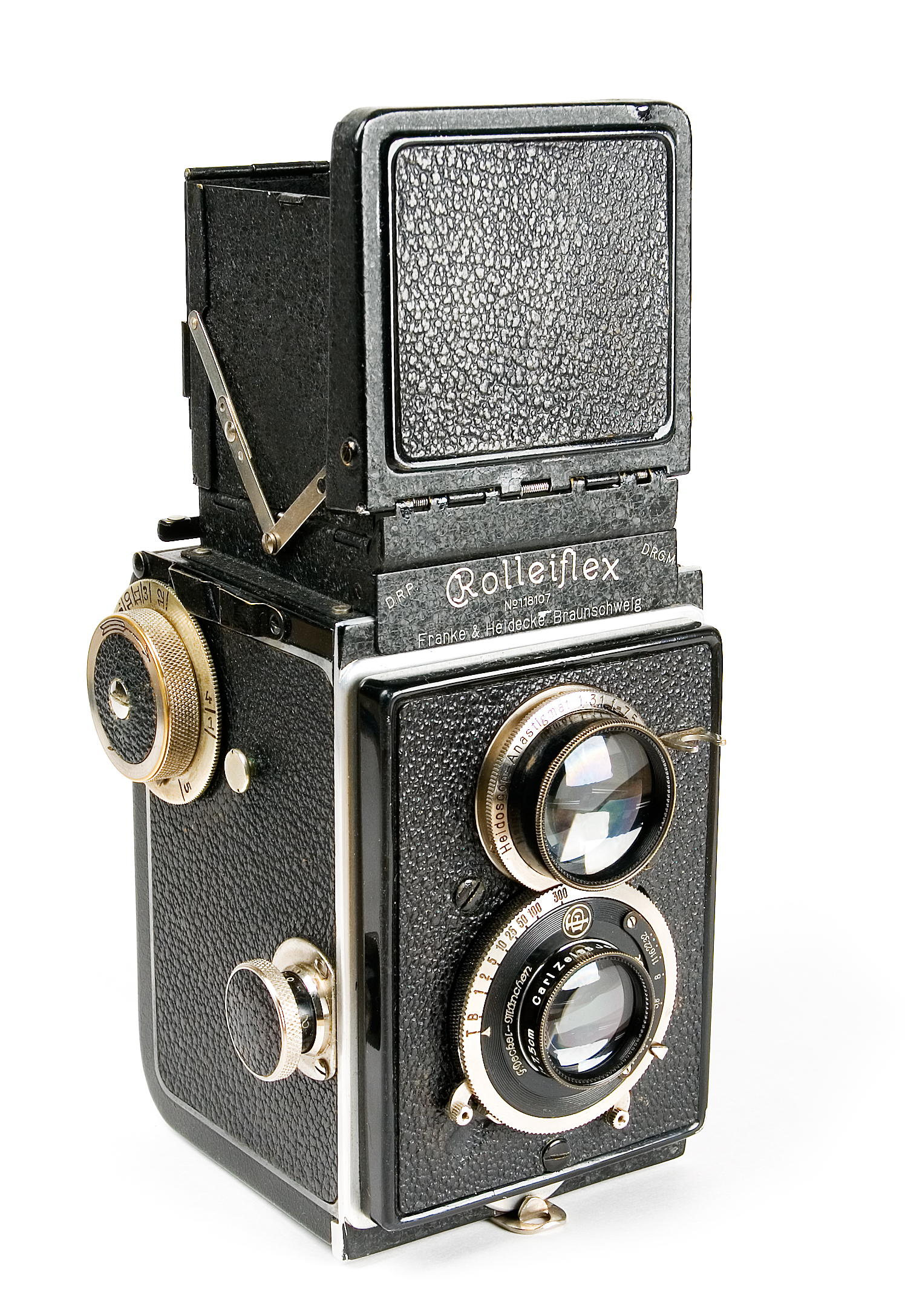
La prima Rolleiflex (Original) del 1929
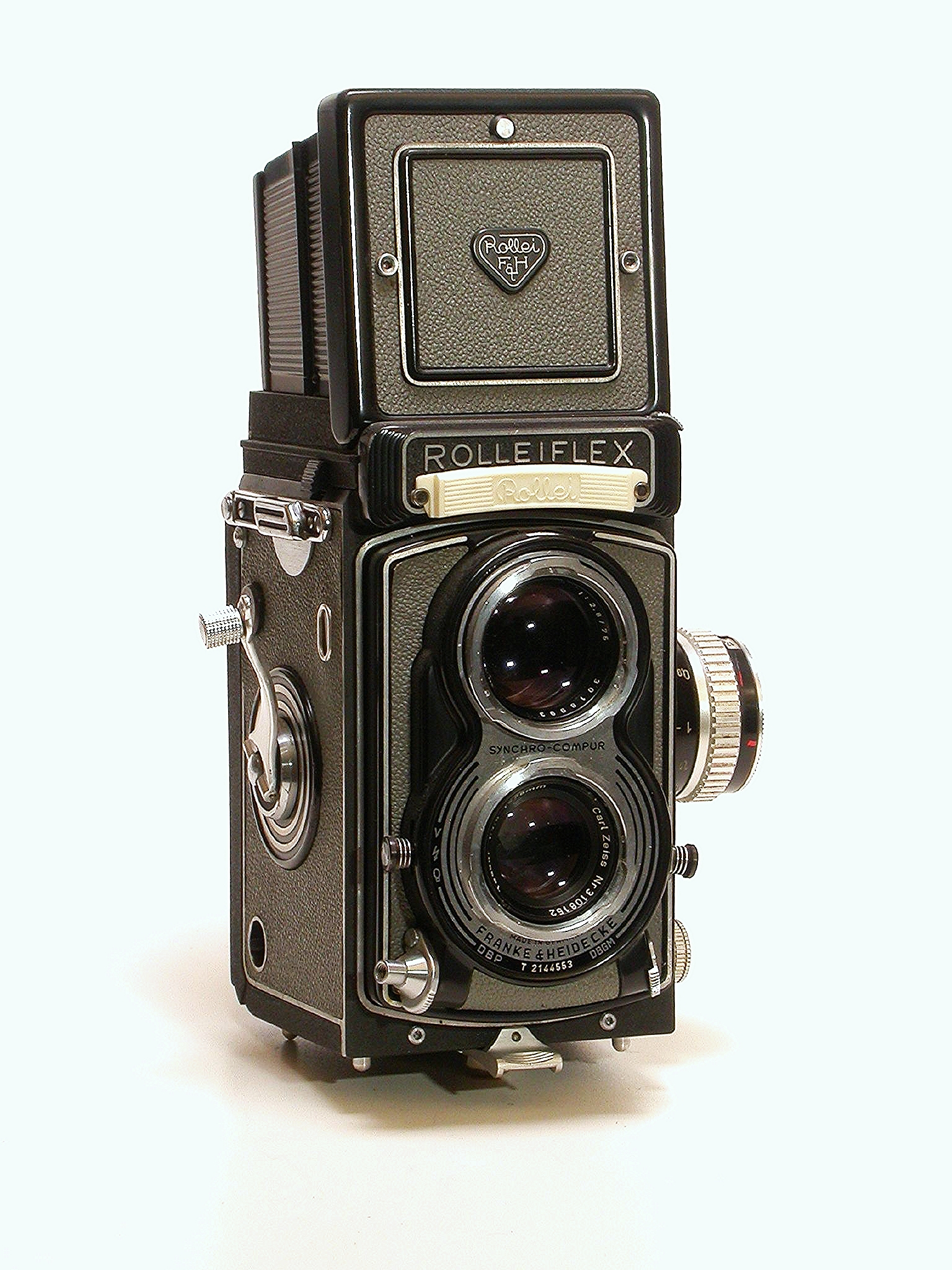
Un modello di Rolleiflex'T'
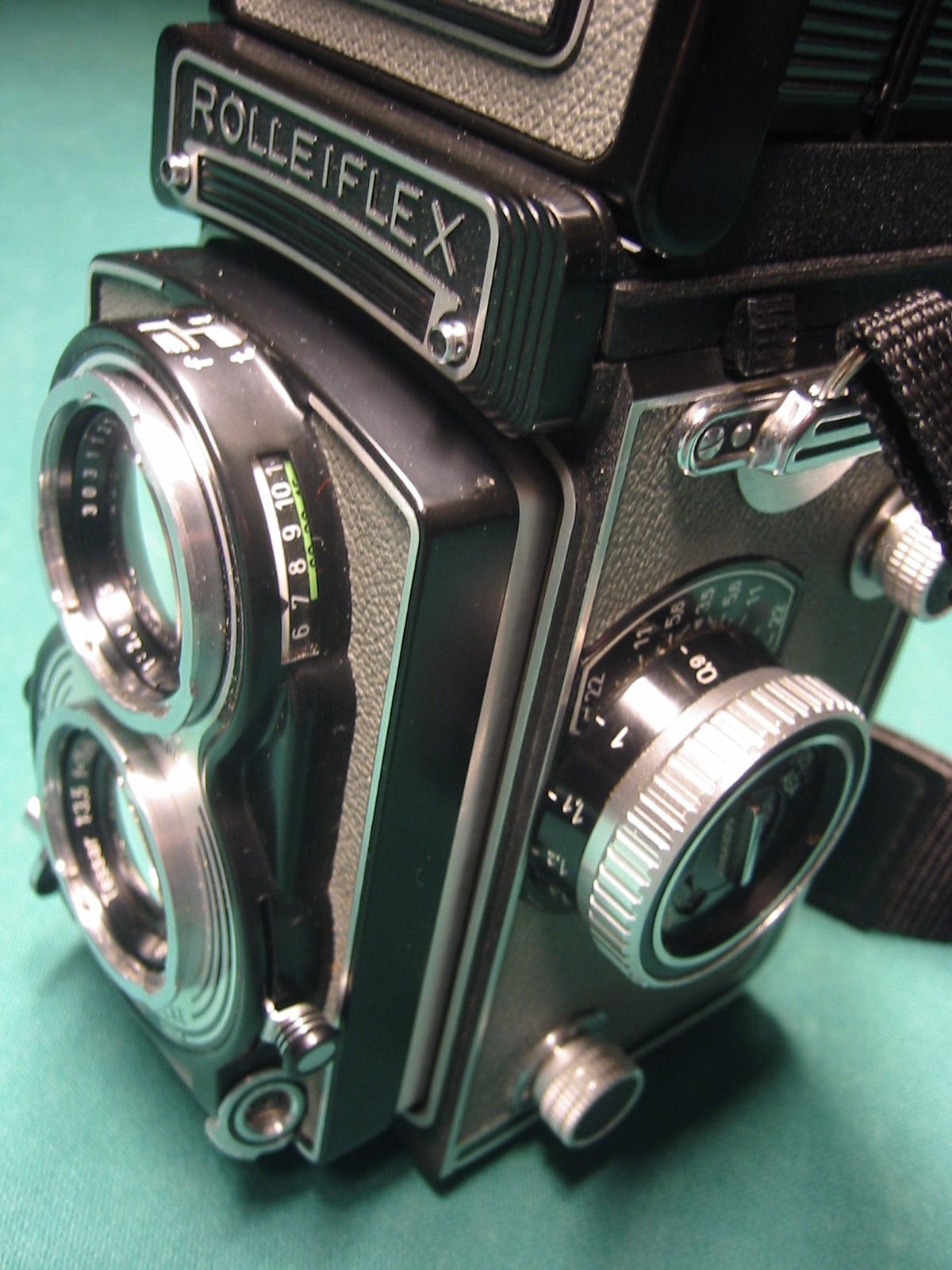
Dettagli meccanici di una Rolleiflex
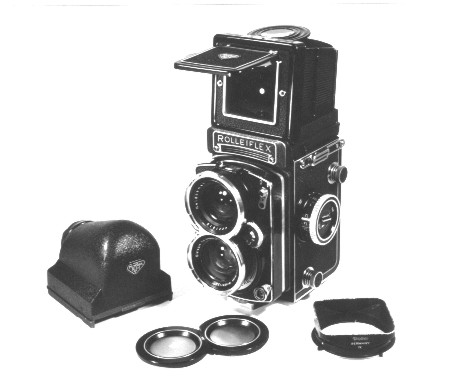
La rara Rollei Wide con i suoi accessori
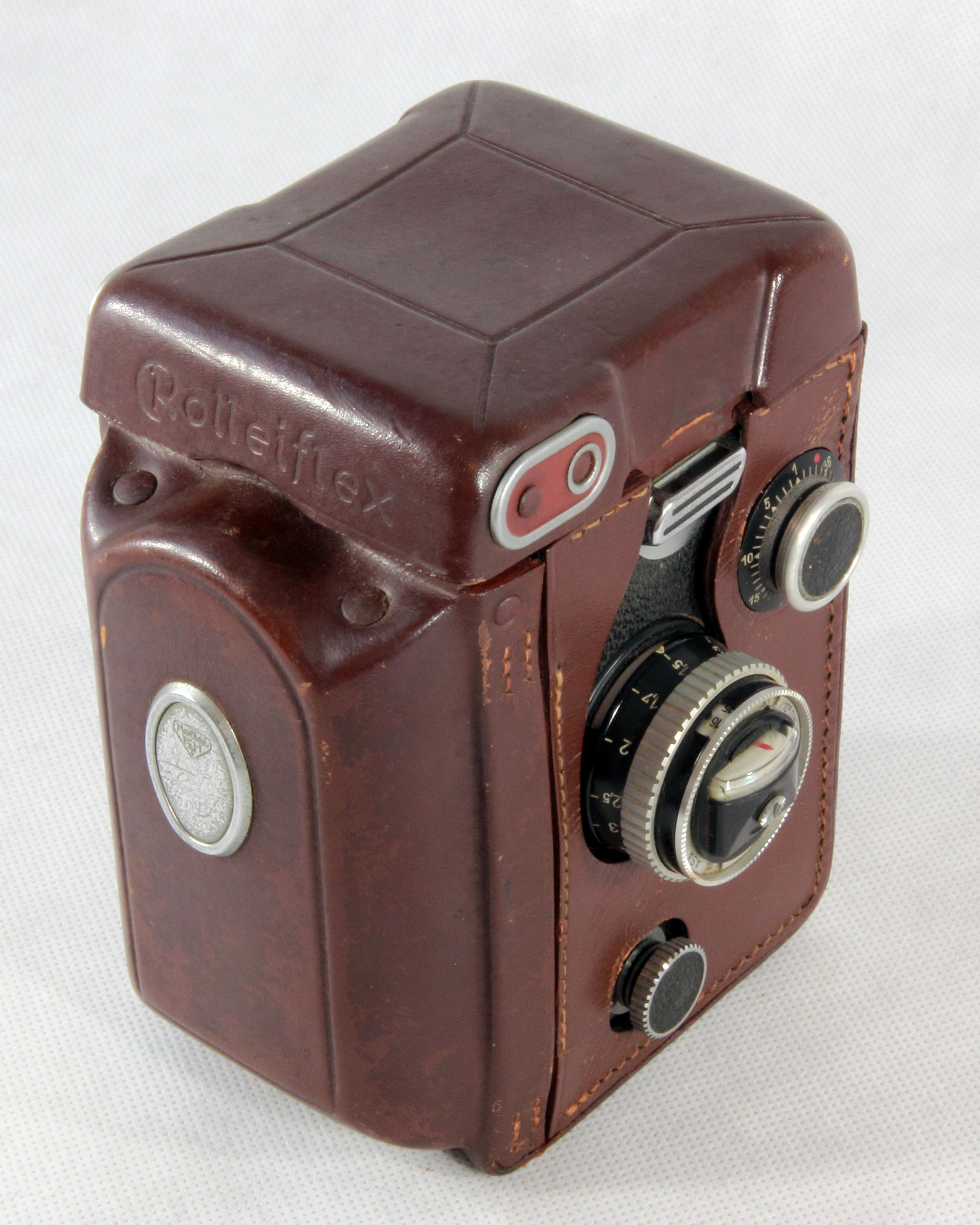
Una Rolleiflex nel suo astuccio originale di cuoio rigido
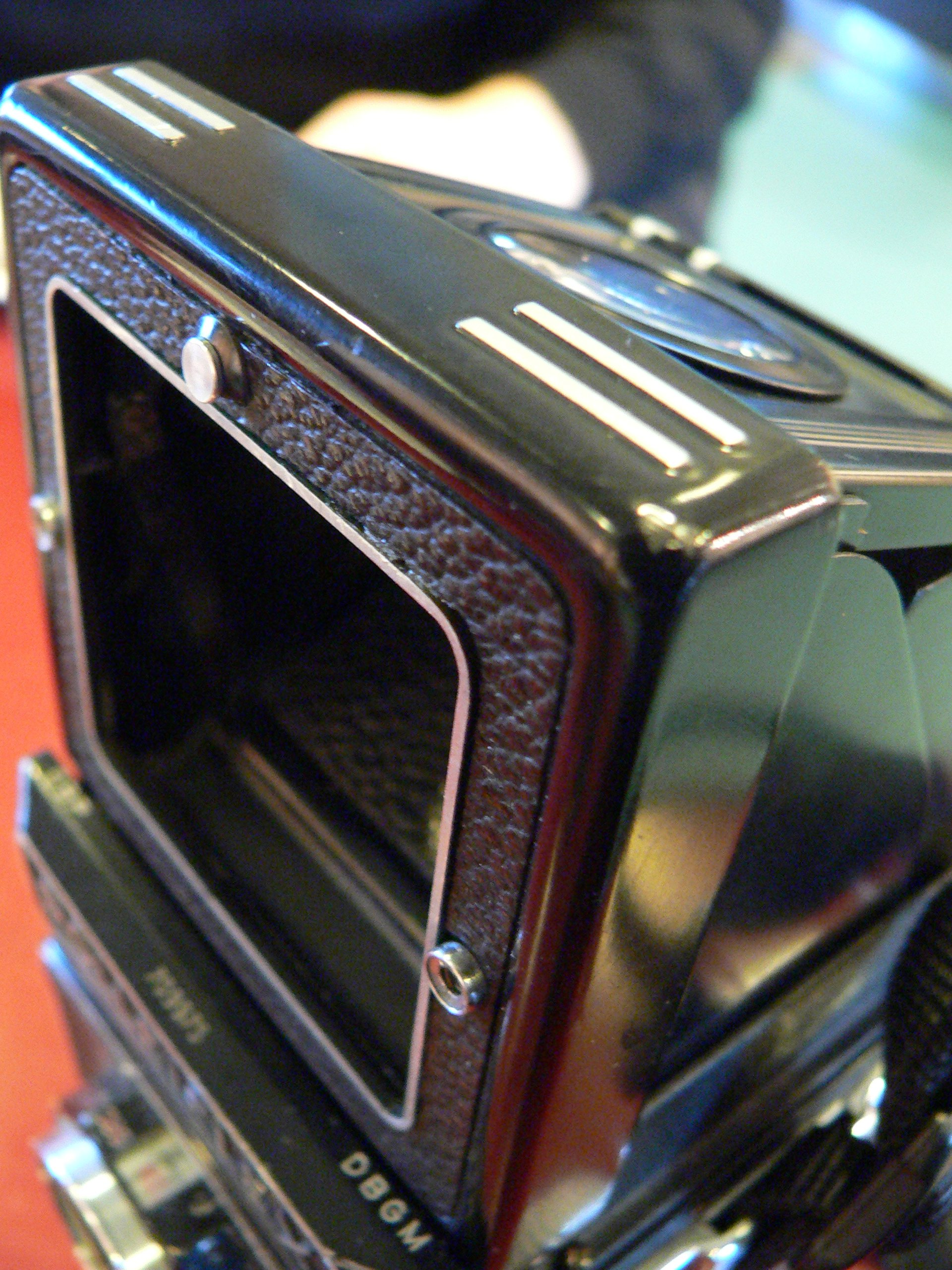
Particolare del visore, con la lente di messa a fuoco di precisione e la finestra-traguardo per la mira nello scatto rapido
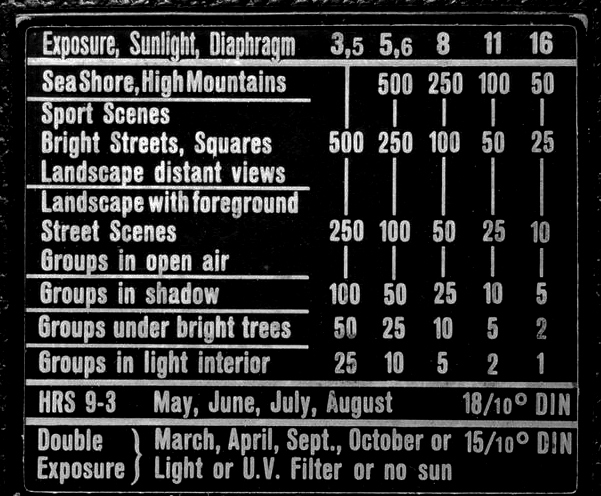
La tabella empirica di guida all'esposizione, sul dorso della fotocamera (versione inglese)
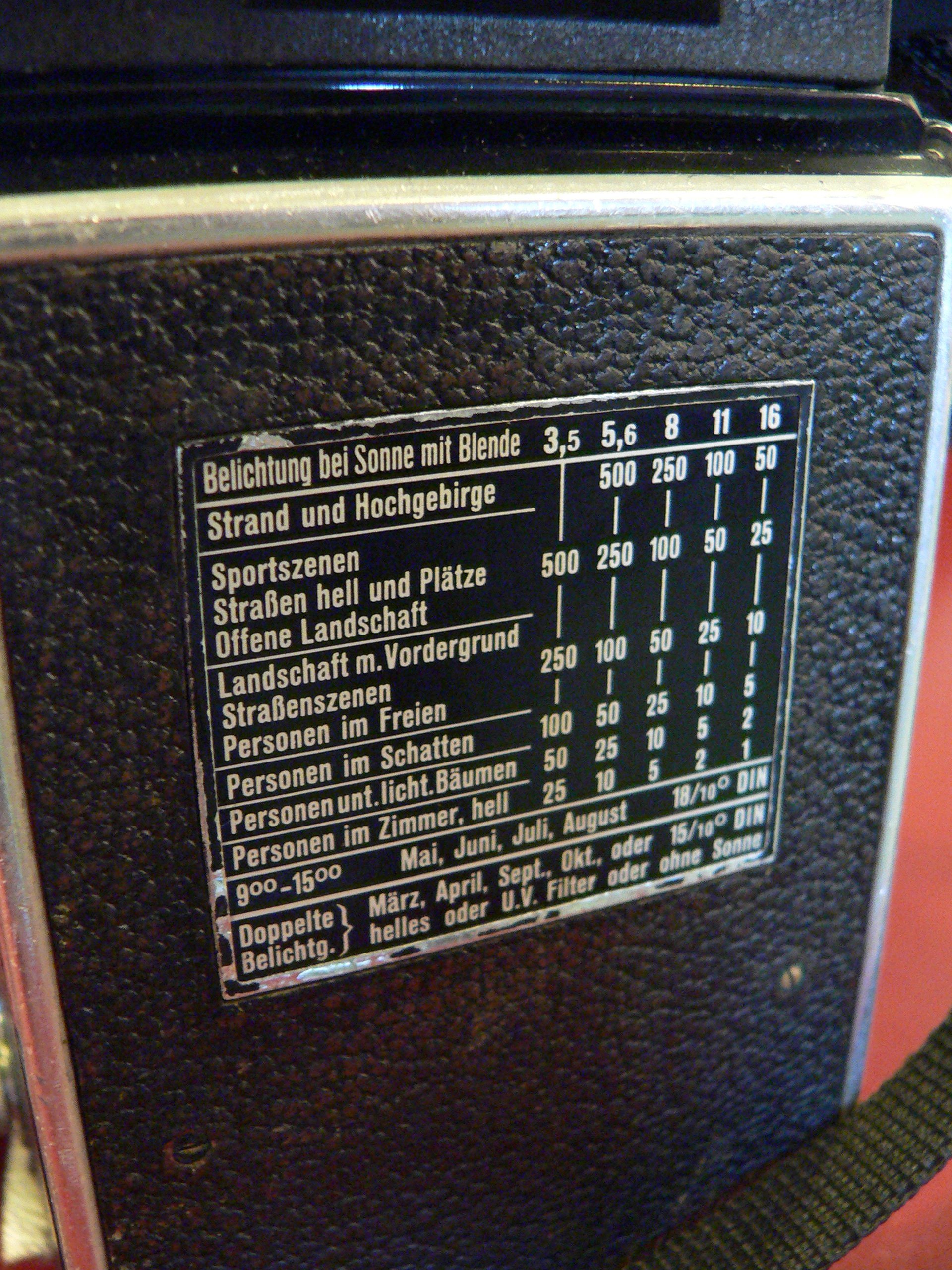
La stessa tabella, in versione tedesca
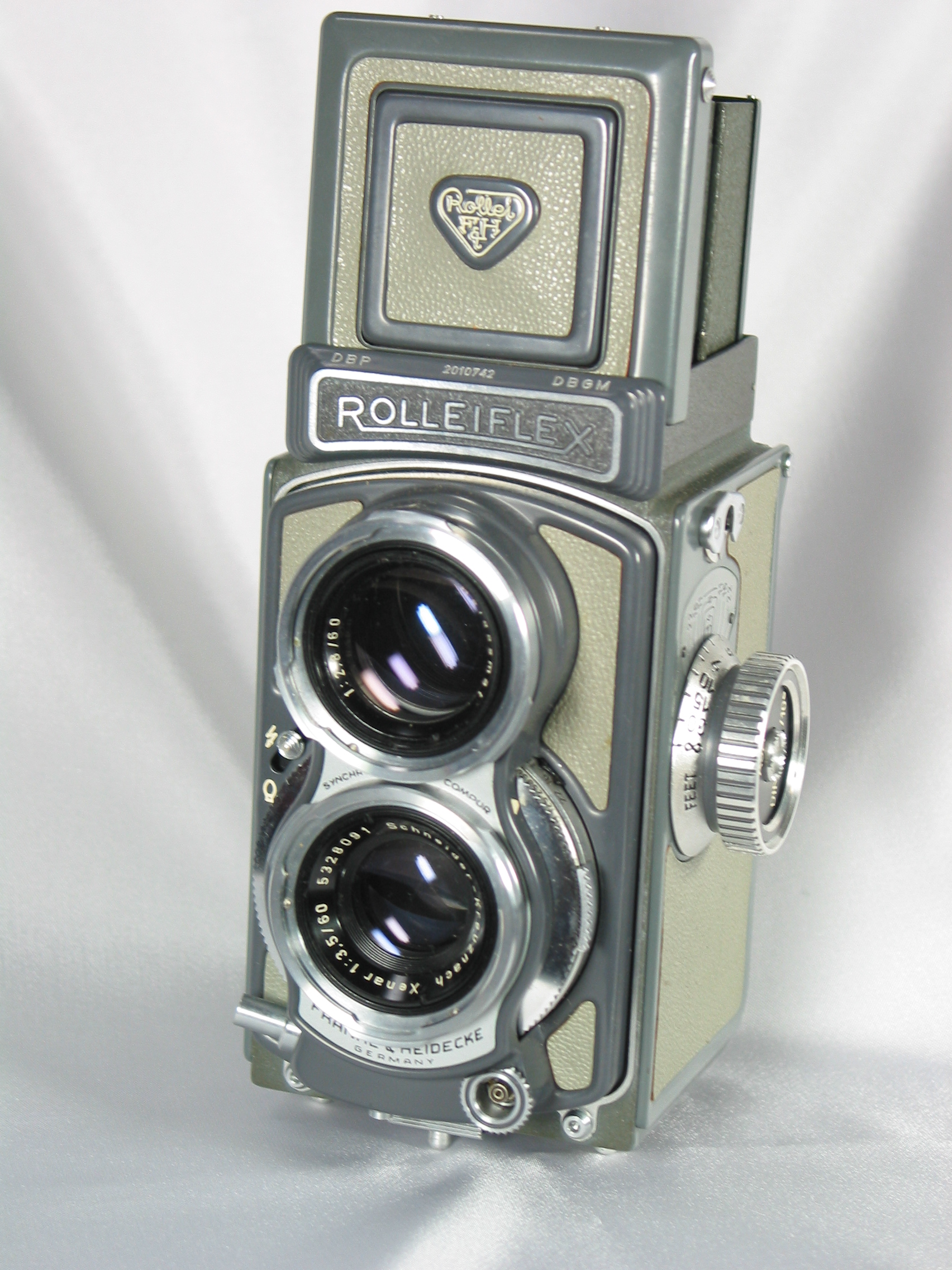
La Rolleiflex 4x4, adatta all'uso di pellicole in formato "127", con 12 fotogrammi da 4x4 cm
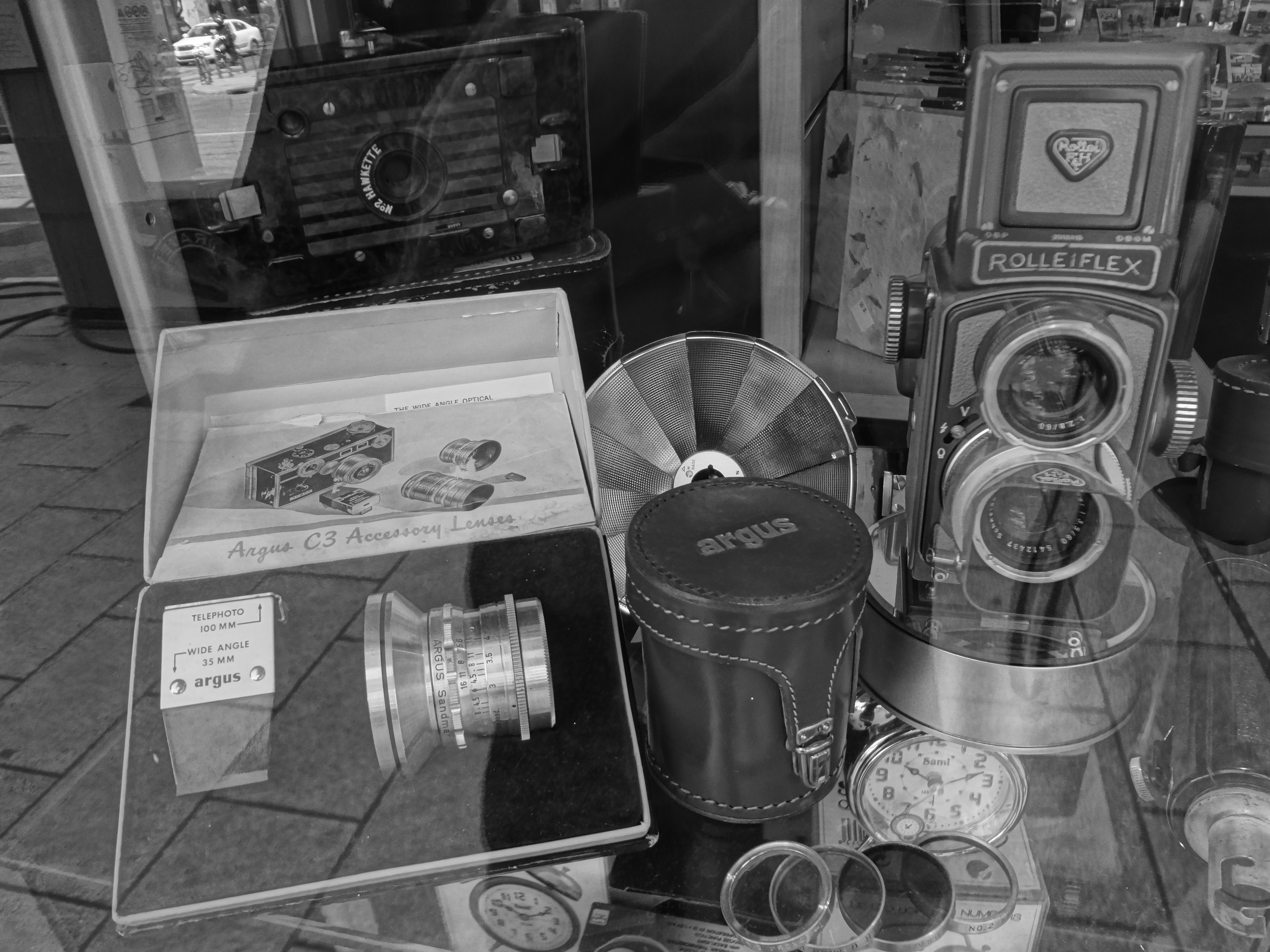
Rolleiflex d'epoca in una vetrina di Madrid